# Mariä Himmelfahrt (Schönau)

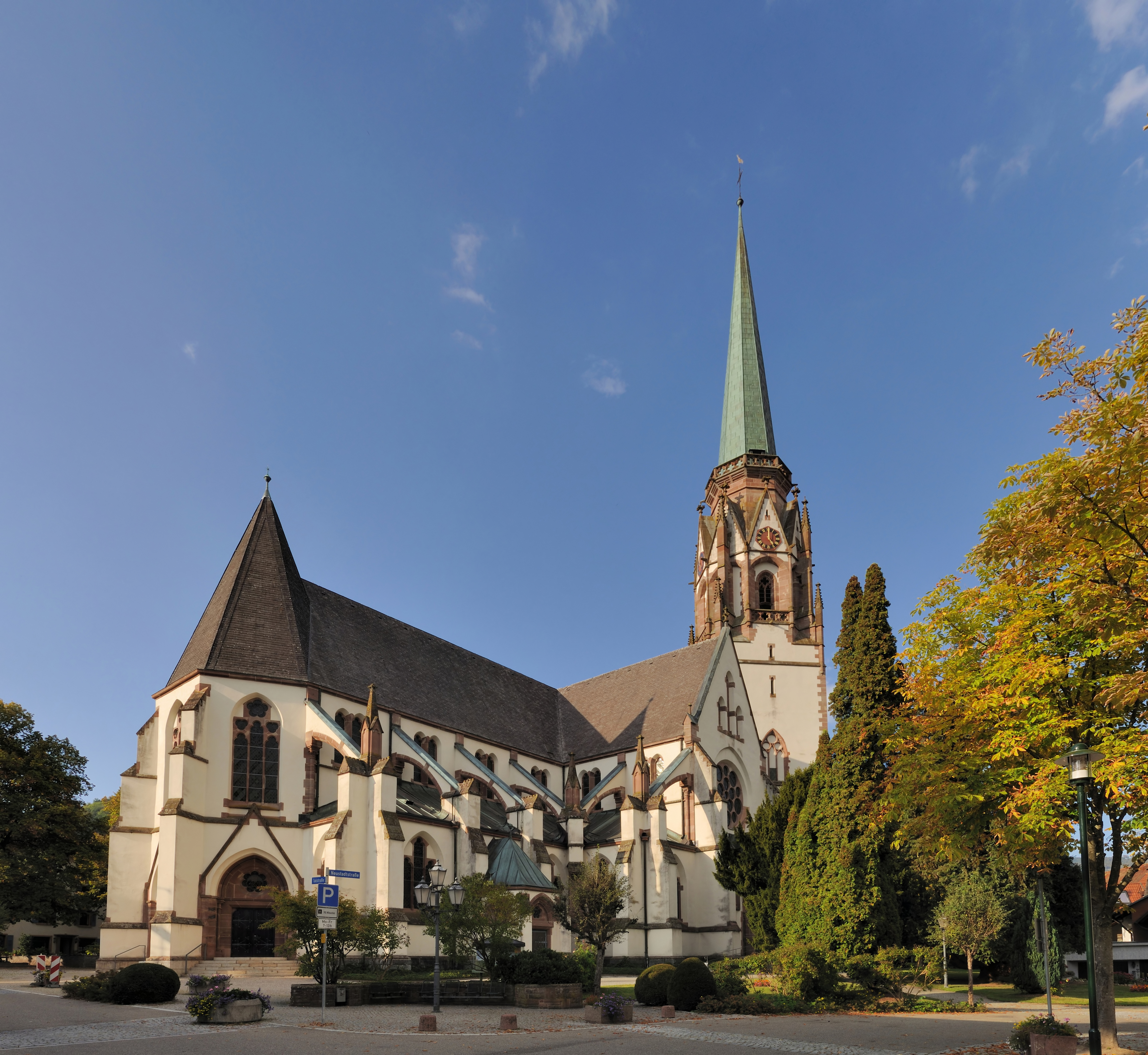
Mariä Himmelfahrt von Südosten

Mariä Himmelfahrt in Schönau im Schwarzwald ist eine römisch-katholische Pfarrkirche. Sie gehört zur Seelsorgeeinheit Oberes Wiesental im Dekanat Wiesental der Erzdiözese Freiburg.
Die erste Kirche geht auf das 12. Jahrhundert zurück. Nach dem Langhausneubau im 18. Jahrhundert geht der heutige neugotische Neubau auf das beginnende 20. Jahrhundert zurück. Mit ihrem 90 Meter hohen Glockenturm ist sie die höchste Kirche im Landkreis Lörrach. Zur bedeutendsten Ausstattung gehört der spätgotische Hochaltar aus dem 16. Jahrhundert.

## Geschichte

### Vorgeschichte und erste Kirche
Bereits 1146 soll Schönau zur selbstständigen Pfarrei erhoben worden sein. Ein schriftlicher Beleg dafür fehlt; dieser liegt jedoch für das Jahr 1158 vor. Mit dieser Urkunde veranlasste der Konstanzer Bischof Hermann den Abt Günther von St. Blasien, in Schönau eine Kirche zu erbauen. Die Weihe der Kirche zu Ehren der Muttergottes, Johannes des Täufers, des heiligen Blasius und weiterer Heiliger konnte 1164 durch den Basler Bischof Ortlieb von Frohburg vollzogen werden. Während in vielen umliegenden Ortschaften die Kirchen aus Holz errichtet wurden, vermutet man für Schönau aufgrund der verhältnismäßig langen Bauzeit von 1158 bis 1164, dass diese ein Steinbau gewesen sein könnte.
Im 13. Jahrhundert wurde ein dreistöckiger, mit Satteldach gedeckter Turm neu gebaut oder ein möglicherweise bestehender umgebaut. Bekannt ist, dass sich der Chor in der Turmhalle befand und das hochprofilierte Kreuzrippengewölbe auf Dreiviertel-Ecksäulen mit runden Füßen und Kapitellen ruhte.

### Umbau im 14. Jahrhundert
Für den Umbau der Kirche erlaubte St. Blasien, Material im klostereigenen Steinbruch bei Fahrnau zu beschaffen. Überliefert sind viele architektonische Details dieses Bauwerks. So war das Langhausportal spitzbogig und die Wandungen waren mit kleinen Säulen versehen, deren Kapitelle mit Laufwerk ausgeschmückt waren. Gegen Ende des 15. Jahrhunderts kam in die Nordchorwand ein Sakramentsschrein mit Heiligem Grab hinzu. Der Hochaltar von unbekannten Meistern entstand entweder in den Jahren 1520 bis 1530 oder gegen 1550 und gilt als der schönste spätgotische zwischen Freiburg im Breisgau und Basel. Es gibt zwar stilistische Parallelen zu den Hochaltären des Freiburger Münsters und des Breisacher Münsters; aufgrund verschiedener Besonderheiten kann jedoch nicht gesichert davon ausgegangen werden, dass eine Identität der Meister vorliegt.

### Neubau des Langhauses im 18. Jahrhundert
Im Zuge des Langhausneubaus in den 1720er Jahren erhielt das Gotteshaus zwei neue Seitenaltäre. Der linke wurde Maria und dem heiligen Josef geweiht, der rechte der heiligen Anna, Sebastian, Christopherus und Rochus. Nach Ende der Umbauarbeiten weihte der Konstanzer Weihbischof Franz Johann Anton von Uthika am 7. Oktober 1727 die Kirche. Im 18. Jahrhundert fügte man eine barocke Kanzel und das Bildnis des Abendmahls über dem Triumphbogen hinzu. Der Deckenrand war mit einem Stuckrahmen verziert, jedoch nicht ausgemalt. In den Jahren 1792 bis 1793 wurde das Langhaus um ein paar Meter verlängert und 1798 eine größere Empore eingebaut. Weitere Ausbesserungs- und Renovierungsarbeiten folgen in den nächsten Jahren.

### Erneuter Neubau Anfang des 20. Jahrhunderts
Da die Arbeiten am grundsätzlich schlechten Zustand nichts änderten, entschloss man sich 1902 zu einem kompletten Neubau. Bis auf den unteren Teil des Turms brach man das gesamte Bauwerk ab. Die neue Kirche wurde nach Plänen des Architekten Raimund Jeblinger 45 Grad von der ursprünglichen Hauptachse gedreht errichtet. Da der Turm im Vergleich zum Vorgängerbau deutlich erhöht wurde, musste das Fundament entsprechend verstärkt werden. Am 4. September 1908 weihte der Freiburger Bischof Justus Knecht die Kirche ein. 1929 wurde der Hochaltar restauriert.

## Beschreibung

### Kirchenbau
Die Kirche befindet sich im Zentrum von Schönau in Nachbarschaft zum Rathaus. Vom hochgewölbten, dreischiffigen Langhaus springt ein breites Querschiff mit Pfeilerstreben in Richtung Westen. In Richtung Osten erhebt sich der 90 Meter hohe Glockenturm, in dem im oberen Bereich Balustraden und Fialen zu kleinen Giebeln zusammenlaufen. Zwischen den Balustraden befinden sich die Klangarkaden, in den Giebeln befinden sich die Zifferblätter der Turmuhr. Darüber schließt eine sehr spitze achtseitige Pyramide mit Turmkugel an.

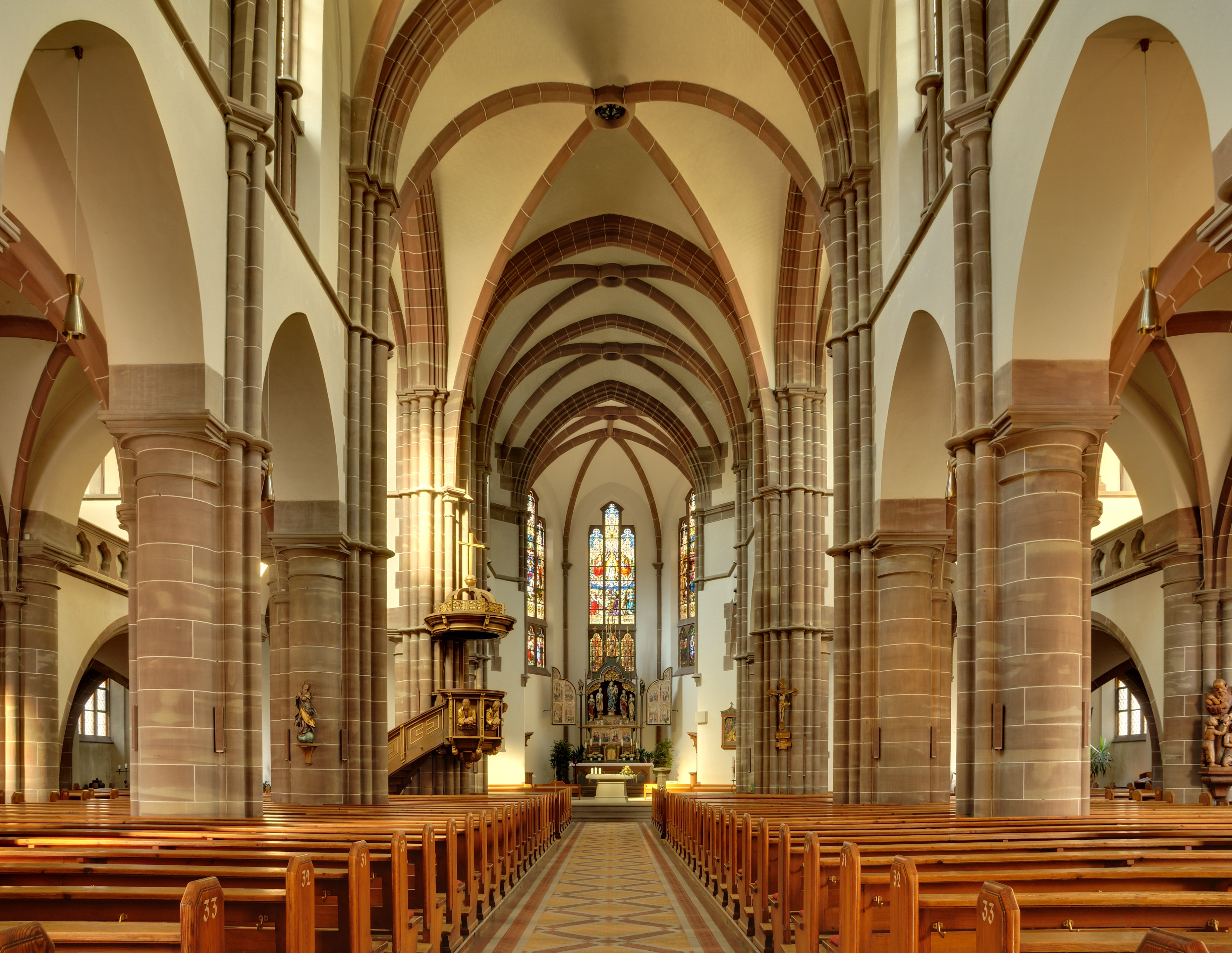
Innenraum

### Inneres und Ausstattung
Der Mittelschrein des Hochaltars zeigt plastisch ausgearbeitet Maria mit Kind. Sie werden umgeben vom Evangelisten Johannes und dem heiligen Blasius sowie von der heiligen Katharina und heiligen Barbara. Außerhalb stehen Petrus und Paulus auf hohen Säulen. Im Gesprenge sind der heilige Christophorus und der heilige Sebastian dargestellt. In den Flügeln werden in Reliefbildern Szenen aus dem Leben Marias gezeigt, darunter eine Abbildung mit Josef beim Wasserholen, die vermutlich vom Kupferstich Die Weynachten von Albrecht Dürer (1504) inspiriert wurde. Der Podestbereich des Schreins zeigt die Anbetung der Könige.

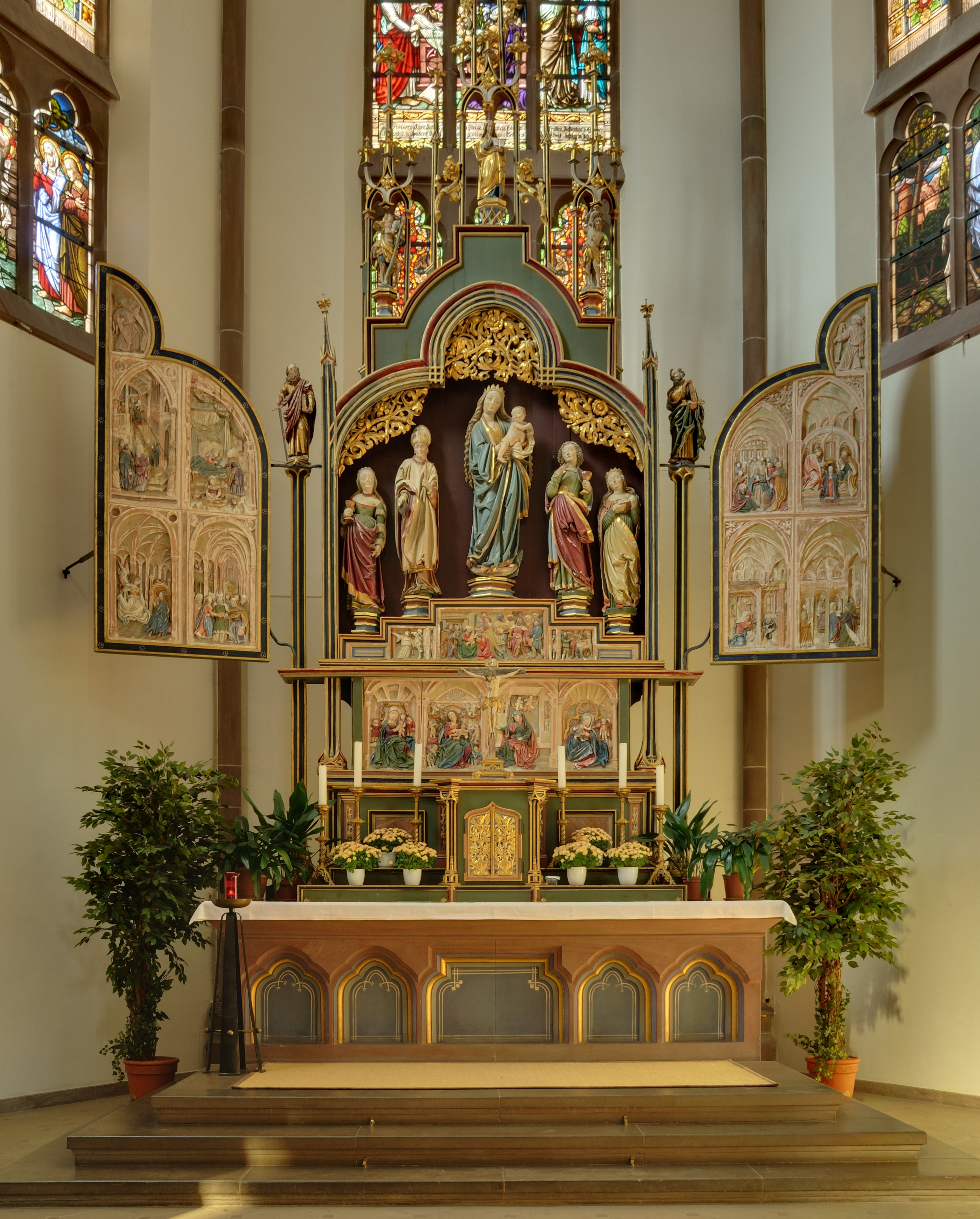
Hochaltar
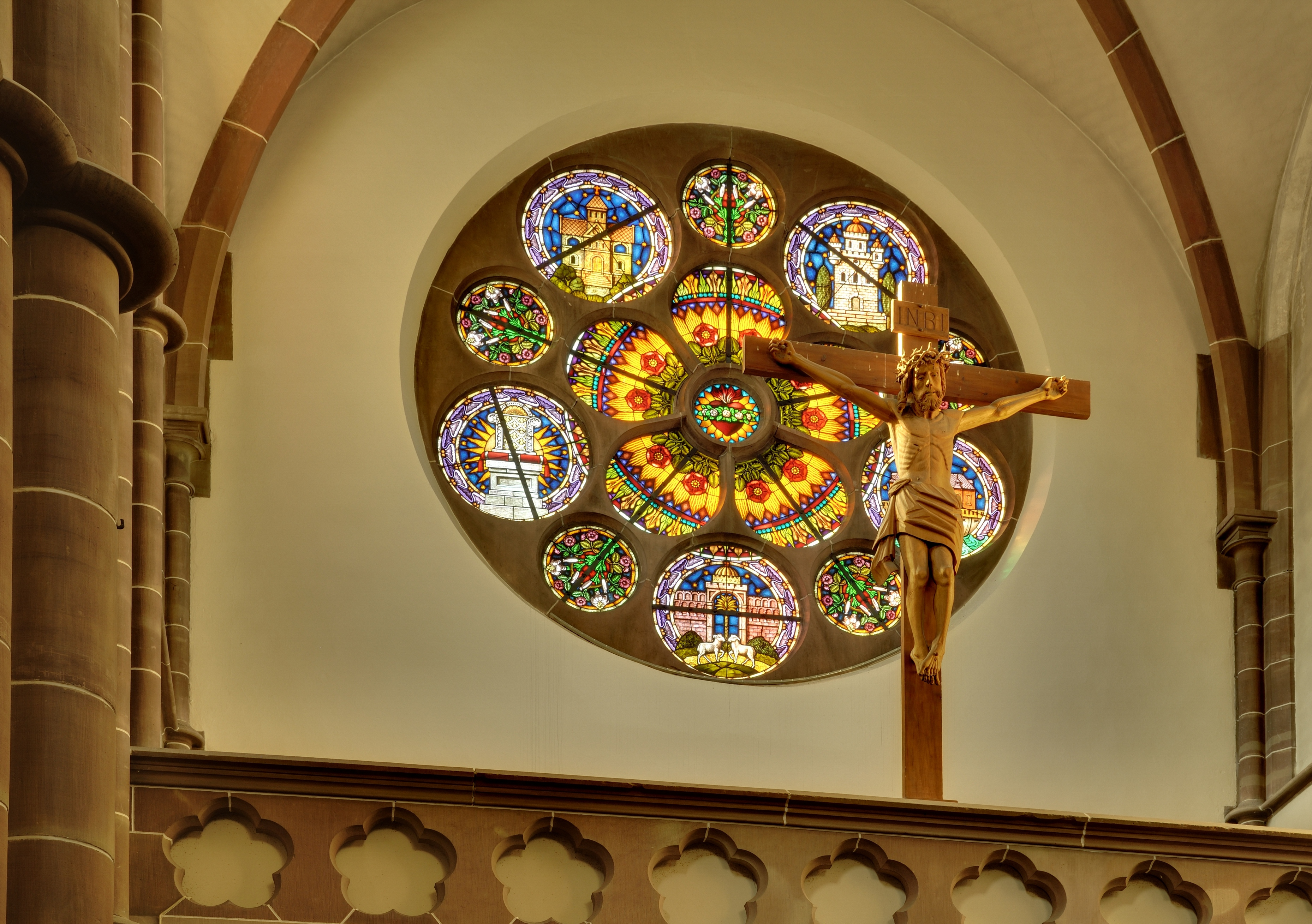
Rosette im Seitenschiff
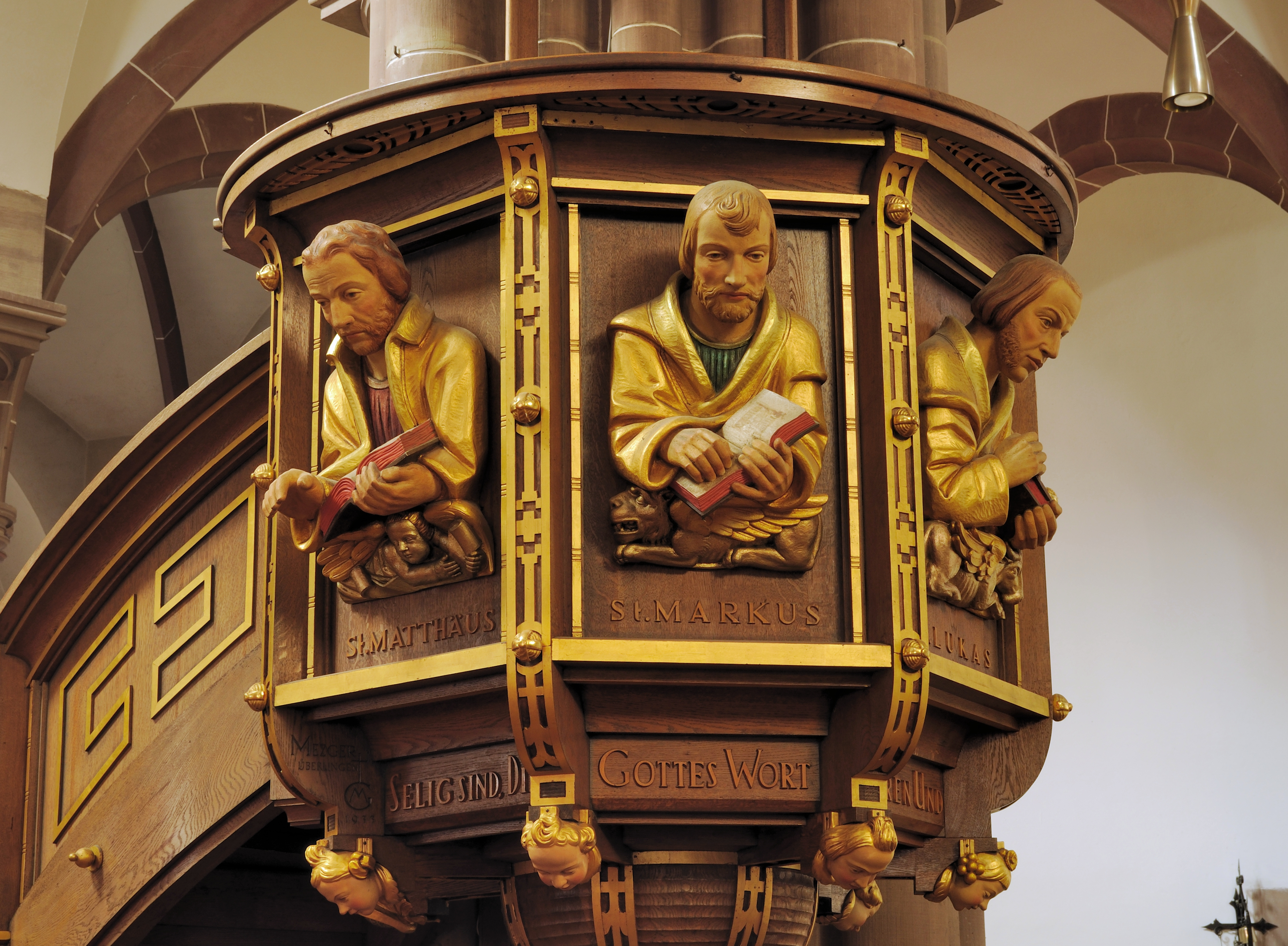
Details der Kanzel
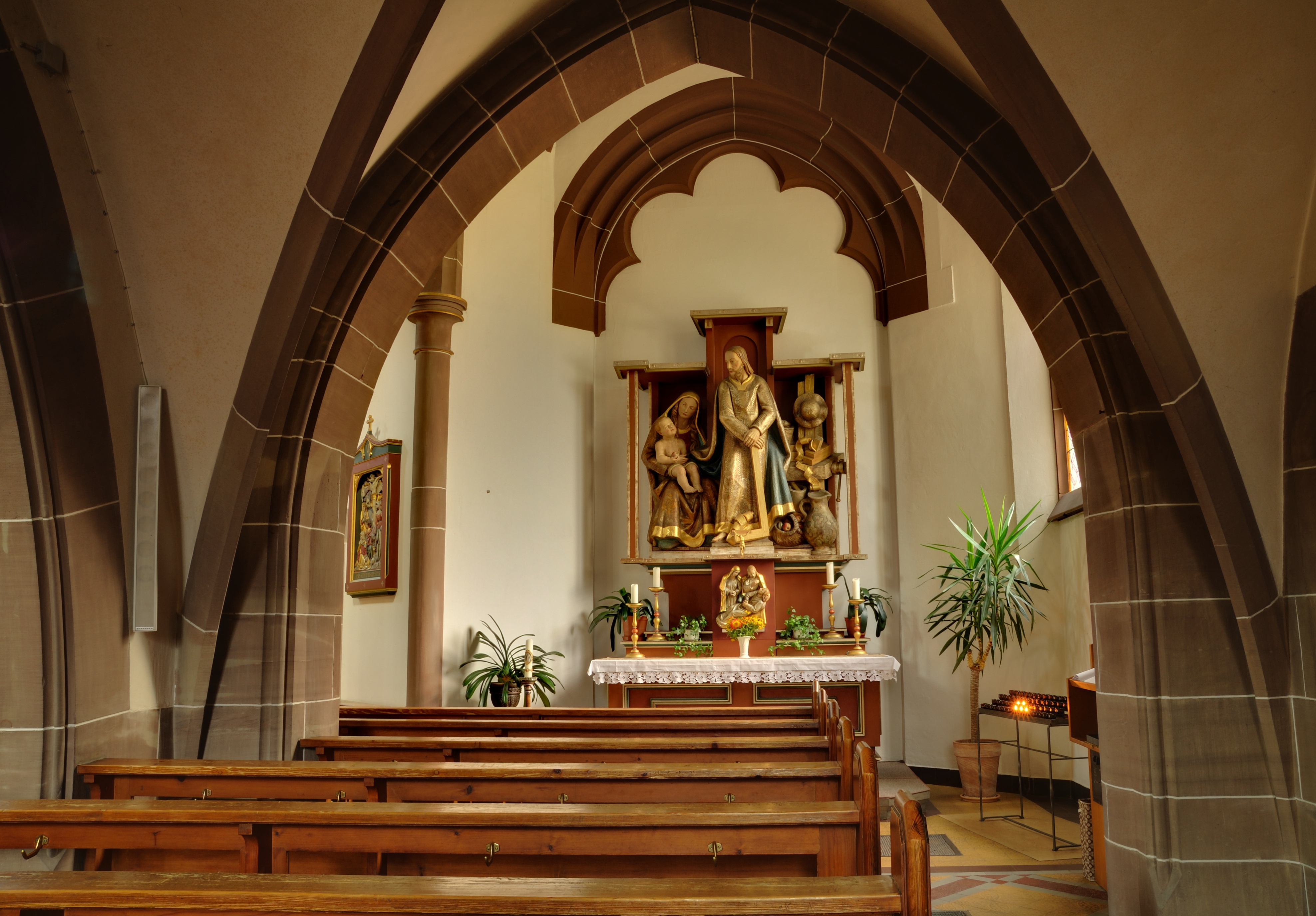
Seitenschiff und Nebenaltar

### Glocken und Orgeln
Die ursprünglich größte Hosianna-Glocke soll um 1300 in Freiburg gegossen worden sein. Drei weitere Glocken wurden 1778 erworben. Das gesamte Geläut musste 1918 infolge des Ersten Weltkrieges abgeliefert werden. Der Ersatz dafür musste ebenfalls vollständig im Zweiten Weltkrieg abgegeben werden.
Das derzeitige fünfstimmige Glockengeläut aus Bronze wurde 1952 und 1956 (Glocke 5) von Heinrich Kurtz, Stuttgart gegossen. Es setzt sich wie folgt zusammen:
| Glocke | Name                | Durchmesser | Schlagton |
| ------ | ------------------- | ----------- | --------- |
| 1      | Maria Himmelkönigin | 1553 mm     | c’-1      |
| 2      | St. Michael         | 1305 mm     | es’-1     |
| 3      | Allerheiligen       | 1158 mm     | f’±0      |
| 4      | Johannes Evangelist | 1019 mm     | g’±0      |
| 5      | St. Barbara         |             | b’+2      |

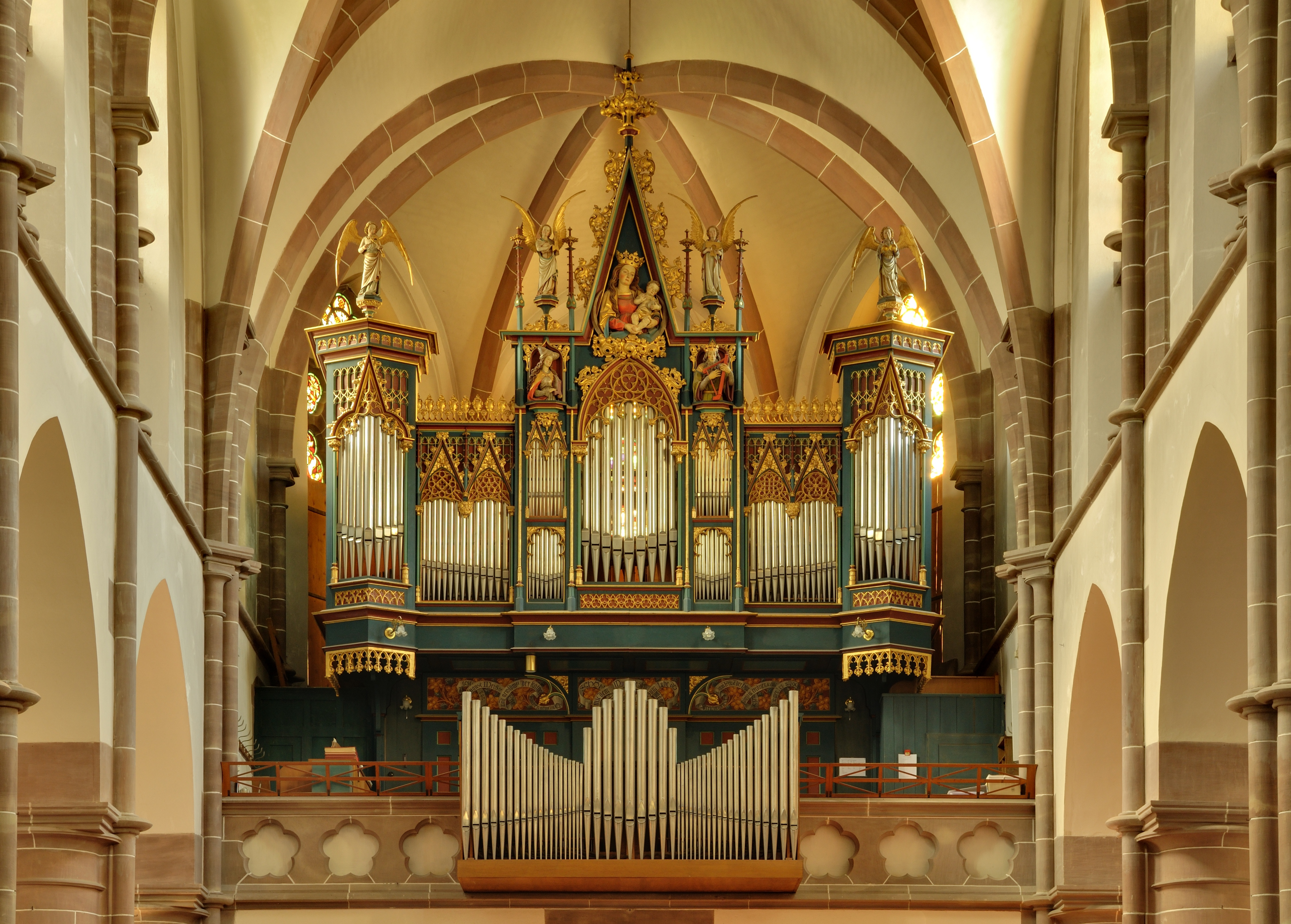
Orgel

Die Glocken sind alle in den Uhrschlag der Turmuhr einbezogen: Die Glocken 1 und 2 sorgen für den wiederholenden Stundenschlag, die anderen drei für den Viertelstundenschlag.
Mit Neubau der Kirche erhielt diese auch eine neue Orgel, die in den Jahren 1907 bis 1908 von F. W. Schwarz gebaut wurde. Sie umfasste zunächst 27 Register; wurde in den Jahren 1956 bis 1959 durch Hinzufügen eines Rückpositivs erweitert. Das Instrument verfügt über eine elektrische Spiel- und Registertraktur und hat drei Manuale, ein Pedal und 39 Register + 2 Extensionen und 1 Windabschwächung.